# Porte de Terraferma
 (février 2023).
La porte de Terraferma ou porte de Zara (en italien : Porta di Terraferma, en croate : Kopnena vrata) est une porte de ville fortifiée appartenant au système défensif de la ville de Zadar en Croatie. Elle est édifiée d'après le projet de l'architecte italien Michele Sanmicheli en 1537.

## Description
L'édifice est considéré comme le plus beau monument Renaissance de Zadar. La porte, avec des colonnes d'ordre dorique, sépare le centre historique de la grande forteresse extérieure. Au-dessus de l'arc central, à l'extérieur, on peut voir saint Chrysogone à cheval et, à l'intérieur, le Lion de saint Marc, endommagé par les manifestants yougoslaves pendant la Question Adriatique (en) et récemment restauré grâce à un financement de la région Vénétie (loi Beggiato).
L'espace de la porte est divisé par quatre colonnes et trois ouvertures : au centre une large pour les voitures de chevaux et sur les côtés deux petites pour les piétons.
La porte menait autrefois à un pont-levis qui traversait un fossé situé autour du mur. De ce fossé, partiellement enterré en 1875, seul subsiste le petit port ou Foša.
Les Vénitiens ont réclamé sa construction lorsqu'ils se sont rendu compte du besoin de renforcer les défenses de la ville, en raison de la possibilité d'une attaque de l'Empire ottoman.
La construction de la porte est étroitement liée à des travaux similaires de la période précédente. En effet, l'articulation sur trois espaces de dimensions égales et le revêtement de style rustique ou bugnato sont typiques d'autres constructions militaires vénitiennes. Par exemple, ses caractéristiques sont similaires à celles de porte San Giorgio de Vérone, de la porte San Martino de Legnago (œuvre de Sanmicheli lui-même) et de la porte de Venise de Padoue.

## Galerie d'images

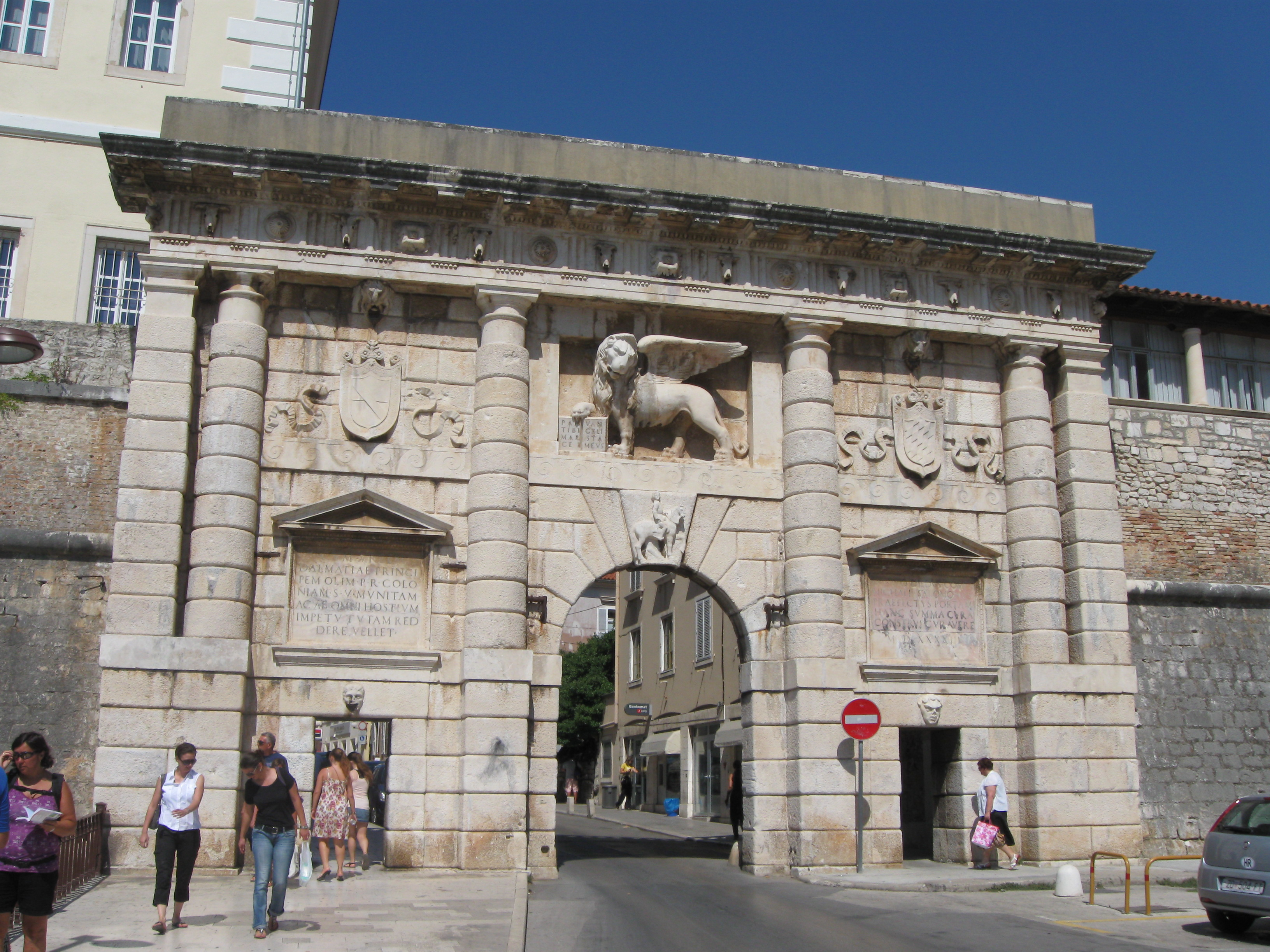
Façade.
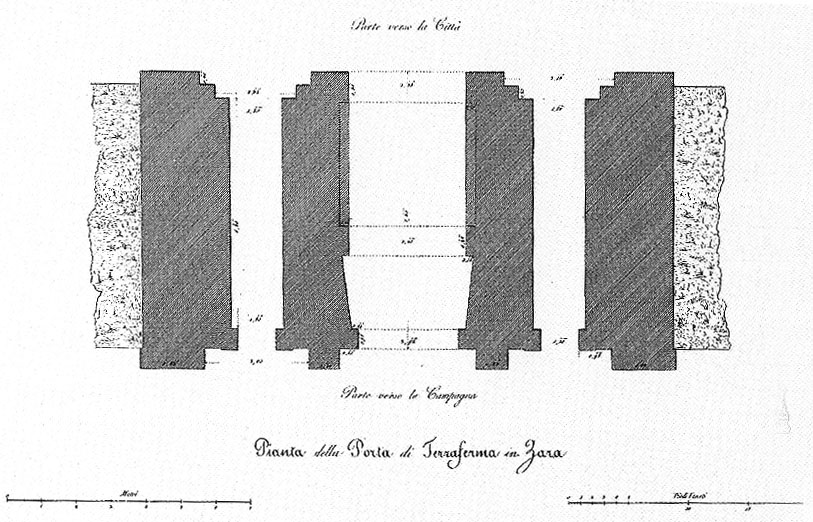
Plan de la Porte de Terraferma de Zadar. Dessin de Francesco Ronzani.